# Bergen Street (stacja metra na Culver Line)
Bergen Street – stacja metra nowojorskiego, na linii F i G. Znajduje się w dzielnicy Brooklyn, w Nowym Jorku i zlokalizowana jest pomiędzy stacjami Jay Street – MetroTech, Hoyt–Schermerhorn Streets oraz Carroll Street. Została otwarta 20 marca 1933.